# Oğulcuk, Harran
Oğulcuk là một xã thuộc huyện Harran, tỉnh Şanlıurfa, Thổ Nhĩ Kỳ. Dân số thời điểm năm 2011 là 261 người.